# 락원기계련합기업소
락원기계련합기업소(樂元機械聯合企業所)는 평안북도 신의주시 락원동에 소재하며 조선민주주의인민공화국 기계공업성 산하 공장으로 북한의 대표적인 종합 기계 공장의 하나이다. 
생산품목은 각종 굴착기와 기중기 등 중장비와 대형 공작기계, 유압 펌프와 모터, 압축기, 산소 분리기, 공기 조화기 등 대규모 공장 설비를 제작한다.
그리고 산소분리기 공장이 있는데 주된 생산 공정은 동서 방향으로 놓인 두개의 종합 작업장 건물에서 진행되고, 소재를 생산하는 건물이 따로 있다. 
하나의 종합작업장에서는 열교환기 등 산소분리기의 주요 부분품들을 만들며, 또 다른 종합작업장에서는 철제품의 가공과 조립을 주로 하고 있는데, 터빈 팽창기, 각종 변들과 철제관물을 생산하고 있다.
이 공장의 주요 생산 단위는 열교환기 직장, 분리탑 직장, 가공 1, 2, 3직장, 1,2 제관 직장, 변압기 직장, 원동기 직장 등이다.

## 개요
이 기업소는 해방후 각종 농기계를 생산하던 공장에서 1952년 락원 기계 공장으로 창립 되었다. 
한국 전쟁후에는 기중기 등 건설 기계를 생산하였으며 1960년대에는 굴착기 전문 생산공장으로, 1970년대 들어서면서 대형 산소 분리기 등 대규모 산업 설비까지 생산하는 종합공장으로 발전하였다. 
1985년 하반기에 락원기계연합기업소로 승격되었다. 
1994년경에는 새로운 유압식 굴착기를 제작하였음을 알수가 있었고 로동신문은 이 굴착기는 전자 유압 조절 체계와 현대적인 수감 장치, 부하 조절 장치, 주행 장치 등 모든 장치들에 새로운 기술이 도 입된 최신형 굴착기라고 소개하였다.
1990년대 중반 들어 소위 고난의 행군 기간을 거치면서 유압식굴착기 등 신제품 개발은 물론 생산 활동도 극도로 위축되었던 것으로 보인다.

## 개건 현대화 과정
이 기업소는 1990년대 말부터 점차 회복되기 시작하면서 새로운 유압식 굴착기 생산, 산소 분리기 제작 그리고 이를 뒷받침하기 위한 주물 직장과 유압기구 직장 현대화에 투자를 집중하게 된다.
1999년 국가 과학원 조종 기계 연구소 등의 기술 지원 하에 신형 유압식 굴착기 시제품을 제작하였고 김정일이 이듬해 1월 방문하여 이에 대한 계열 생산을 지시했으며, 21건의 발명안과 225건의 기술 혁신안을 받아들여 계열 생산 공정을 설치하고 생산에 들어갔음을 알수가 있었다.
특히 신포향 주철 직장에서 복잡하고 까다로운 유압 분배기 주물 소재 생산에 성공하였다. 
2001년도들어 연초에 수십대를 생산하여 물길 공사에 지원한데 이어 그해 5월까지 다시 수십대를 제작하여 건설현장에 지원하였으며 이 과정에서 고강도 내마찰 특수 황동 재료를 새로 개발, 각종 유압 설비 실린더 제작에서 사용했다고 한다. 
그러나 추가 생산 공급 관련 내용은 보도되지 않은 가운데 김정일이 2002년과 2003년 10월 공장을 다시 방문하여 품질 수준 제고를 강조하였으며 이후 유압 펌프와 유압 호스 그리고 이들 설비의 결함을 체크하기 위해 컴퓨터를 이용한 자동 시험 장치 개발을 추진한 것으로 보아하니 유압 장치 및 부품에 문제가 있어 생산이 중단되었을 가능성이 있어 보인다. 
2004년까지도 유압 기구와 유압 호스의 품질을 한단계 높이려는 노력이 지속되었음을 알수가 있었고 이런 가운데 2입방 만능 굴착기, 전면삽 유압 굴착기, 차흡식 펌프, 소형콩 착유기도 제작했다고 한다.

## 신포향 주철 직장 현대화 과정
이와 관련 주물 소재를 제대로 생산하고 공급하기 위해 신포향 주철 직장 현대화와 유압 기구 직장에 대한 개건 작업도 적극 추진하였음을 알수가 있는데 우선 2000년 1월 김정일이 방문하여 주물 소재의 중요성을 강조하였으며 신포향 주철 직장을 방문할 때마다 동 직장의 무인화를 촉구하였고 2005년 12월 총건평 7천800여㎡ 규모로 확충하여 완공하였음을 알수가 있다. 
신포향 주철 직장은 혼사, 조형, 용해, 사락 등 모든 생산공정들이 컴퓨터 조종에 의해 움직이는 현대적인 주물 기지라고 선전했으며 이 공장은 능력이 크기 때문에 다른 공장들의 주문을 받아 여러 가지 주물품을 생산해주는 등 주물 생산을 전문화할 것이라고 하였다.
유압 기구 생산 공정의 개건 작업은 유압 설비와 유압 요소 생산 과정의 소위 무인 공정 완비에 초점을 맞추었다. 
5개공정에서 진행되던 각종 유압 요소 세척과 주물품 세척 작업을 고압물 세척기를 개발 설치하여 1개 공정으로 단축시켰고 고주파 열처리 공정 도입 및 설비들의 무인화를 진행하였으며 유압 기구 직장을 기본으로 정밀 기구 직장 등 연관직장들을 한 건물에 통합하였음을 알수가 있다.
이 같은 노력의 성과로 2008년도의 경우 주물공정 현대화 이전에 비해 주물품 생산량이 2배로 늘어나고 전력 소비 기준은 훨씬 줄어 들었다고 하며 이후 유압식 굴착기와 유압식 착암기 등 여러 가지 유압 설비 생산에 주력하였음을 알수가 있다.

## 산소 분리기 직장 현대화 과정
산소 분리기 제작은 김정일이 2000년 1월 방문 당시 특대형 산소 분리기 제작 과제를 하달한 이후 활성화되기 시작하여 2005년 산소분리기 공장에서 2입방 흡착식산소 분리기 계열 생산을 진행하였다.
2009년에는 흥남비료연합기업소용 대형 산소분리기 제작에 착수하였으며 김정일이 1월에 방문하여 제작을 독려하였다. 당시 흥남비료연합기업소의 암모니아 생산 공정 건설을 단기간에 끝내자면 락원기계연합기업소에서 산소분리기를 제때에 생산 보장해 주어야 한다면서 대형 산소 분리기 생산은 락원의 노동자를 믿어 주는 조선로동당이 주는 가장 중대하고 전투적인 과업이라고 하면서 산소 분리기생산을 빨리 끝내기 위해서는 북중기계연합기업소, 룡성기계연합기업소를 비롯한 연관 기업소들에서 담당한 협동 생산품을 우선적으로 보장해주어야 한다고 강조했다.
9월에 김정일이 다시 방문하여 동 산소 분리기 생산을 독려했다고 한다. 
이 산소 분리기는 2011년 8월 현지 조립 및 시운전을 마치고 산소와 질소 생산에 돌입하였음을 알수가 있었고 이때 2.8 비날론 연합 기업소 성진제강련합기업소 그리고 황해제철련합기업소 등 많은 곳에 보급하였음을 알수가 있었다.
한편 2010년부터 여타 설비의 CNC화 기술 준비를 완료하고 무인화된 플라스마 절단기를 개발하였으며 2012년에는 열처리 직장에서 플라스마 열처리 장치를 연구 완성하여 공정에 도입하였다.